# 찌린
찌린시(베트남어: Thành phố Chí Linh / 城舗至靈)는 베트남 북부 홍강 삼각주 지방의 하이즈엉성에 위치한 도시이다. 2019년 1월 10일, 시(타인포)를 승격하기로 결정하고, 2019년 3월 1일부로 승격했다.

## 역사
2010년 찌린은 티싸(市社)로 승격되었다. 2019년 1월 10일 베트남 의회 상무위원회가 찌린 시사를 찌린시(Thành phố /城舗)로 승격하기로 결정했다. 승격은 2019년 3월 1일부터 적용되어 하이즈엉성의 두 번째 시가 되었다.

## 행정구역
찌린시는 14개의 프엉(坊)과 5개의 싸(社)로 구성된다.

### 프엉
- 안락 (An Lạc / 安樂)
- 벤땀 (Bến Tắm / 𤅶沁)
- 찌민 (Chí Minh / 至明)
- 꼬타인 (Cổ Thành / 古城)
- 꽁화 (Cộng Hòa / 共和)
- 동락 (Đồng Lạc / 同樂)
- 황떤 (Hoàng Tân / 黃津)
- 황띠엔 (Hoàng Tiến / 黃澗)
- 팔라이 (Phả Lại / 普賴)
- 사오도 (Sao Đỏ / 𣋀𣠶)
- 떤던 (Tân Dân / 新民)
- 타이혹 (Thái Học / 太學)
- 반안 (Văn An / 文安)
- 반둑 (Văn Đức / 文德)

### 싸
- 박안 (Bắc An / 北安)
- 황화탐 (Hoàng Hoa Thám / 黃花探)
- 흥다오 (Hưng Đạo / 興道)
- 레러이 (Lê Lợi / 黎利)
- 년후에 (Nhân Huệ / 仁惠)

## 기후
찌린은 열대 몬순 기후 지역에 위치하고 있으며, 두 계절이 있다. 건기인 10월에서 4월까지는 차갑고, 건조한 계절이 이어진다. 우기인 4월에서 9월 사이는 장마철을 포함하여 많은 비가 내린다. 연평균 기온은 23°C. 가장 온도가 낮은 달은 1월과 2월이며 약 10 ~ 12°C 사이의 기온이다. 가장 기온이 높은 달은 6월과 7월로 약 37 ~ 38°C 정도의 기온이다. 연평균 강우량은 1,463mm, 상대 습도는 81.6 %이다.
지형과 지형학의 특성으로 찌린의 기후는 2가지 영역으로 나누어진다.
- 남부 삼각주의 기후는 이 지방의 평야와 같은 기후 조건이 특징이다.
- 지역 기후는 지리적 위치와 지형으로 인해 대부분의 지역을 차지하므로 여기 겨울은 평원보다 추운 기후이다.